# 돌하르방

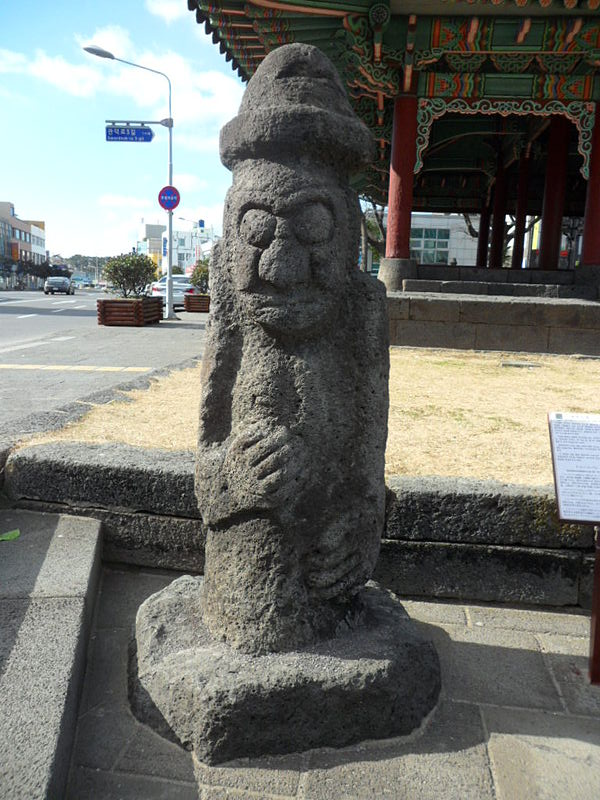
관덕정 앞에 있는 돌하르방

돌하르방은 제주도 특유의 석상이다. 현무암을 깎아서 만들어지는데, 크기는 130cm ~ 190cm정도이다. 돌하르방의 얼굴은 싱긋 웃는 입과 동공이 없이 불룩 튀어나온 눈, 크고 넓적한 코, 미세하게 웃는 모습을 띠고 있으며, 두 손은 배 위에 얹어져 있다. 1971년 8월 25일에 지방민속자료 제2호로 지정되었다.

## 어원
하르방은 제주도의 방언으로 할아버지를 의미하며 따라서 돌하르방은 돌로 만들어진 할아버지이다. 돌하르방이라는 명칭은 20세기 중반에 만들어진 단어이다. 이 이름 외에도 벅수머리, 무석목(武石木), 우석목(偶石木)이라는 이름으로도 불렸다. 탐라 역사서에 따르면 옹중석(翁仲石)이라고 불렸는데, 현재에는 쓰이지 않는 말이다.

## 생김새

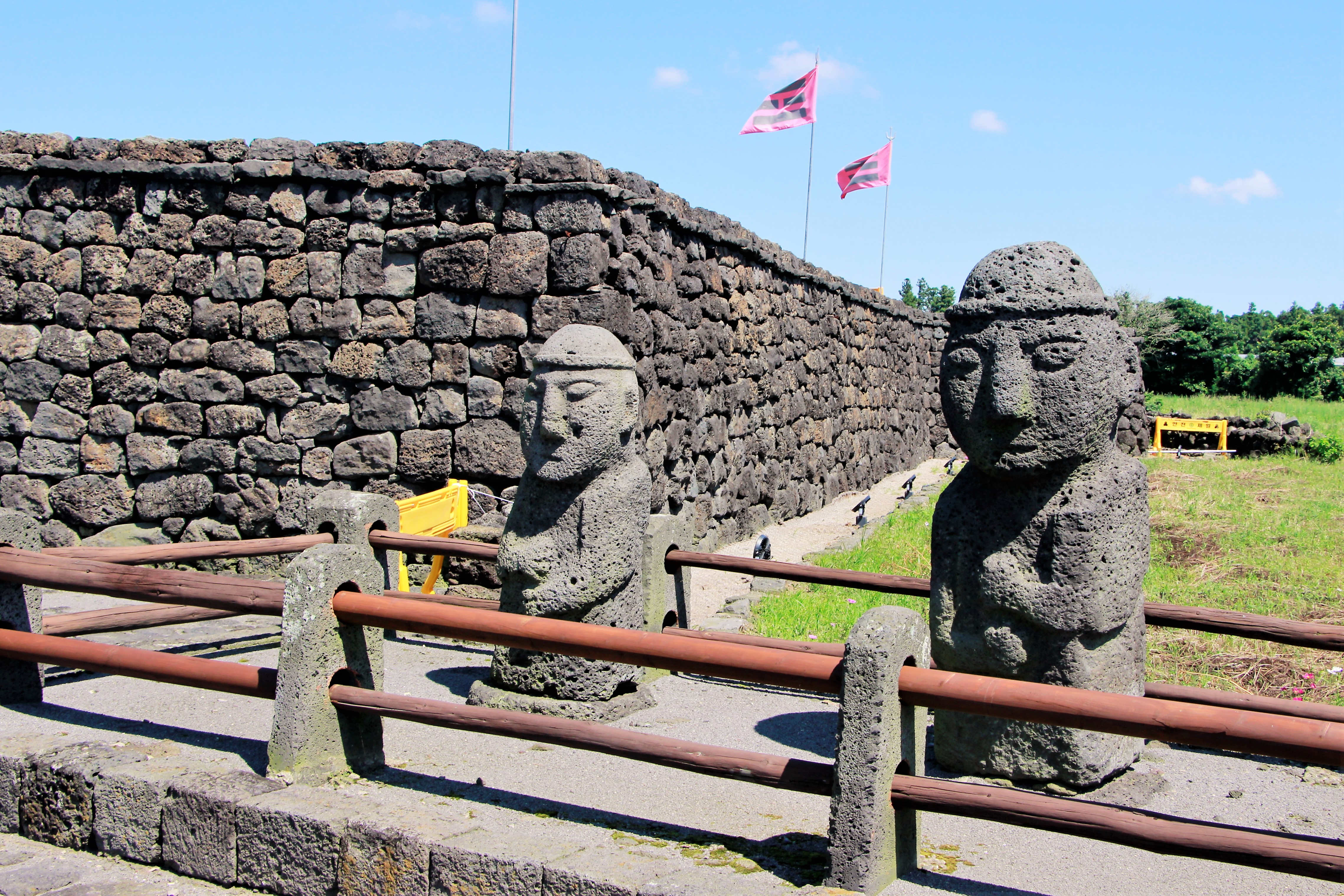
성읍의 돌하르방

돌하르방은 현무암을 깎아서 만들어지는데, 크기는 제주도의 각 지역 마다 약간 상이하다. 제주시에서 발견된 돌하르방의 평균신장은 187cm이며 성읍은 141cm, 대정은 134cm이다. 가장 큰 돌하르방의 크기는 266cm이며, 가장 작은 것은 103cm이다. 돌하르방은 대체로 벙거지형 모자를 쓰고 있으며 입을 다문체 싱긋 웃는 입과 동공이 없이 불룩 튀어나온 눈, 크고 넓적한 주먹코, 미세하게 웃는 모습, 그리고 양 손은 배 위에 얹어져 있는 모습이다. 대체로 다리와 발 등 하반신은 표현되어 있지 않고 상반신만 묘사되어 있다.

## 민속문화재
제주특별자치도의 민속문화재 제2호로 지정된 돌하르방은 1754년(영조 30년) 경에 제작된 것으로 추정된다. 돌하르방은 제주목, 정의현, 대정현의 성문 입구에 세워져 있었으며 수호신적, 주술종교적, 경계금표적인 역할 등 장승과 같은 역할을 했을 것이라고 추정된다. 현재는 제주대학교, 제주시청, 삼성혈, 관덕정 등 제주시에 21기, 서귀포시 표선면 성읍리에 12기, 대정읍의 인성리, 안성리, 보성리에 12기 등 도합 45기의 본래의 돌하르방이 있다.

## 기능과 기원
2010년 3월 27일 발표에 따르면 가장 이른 시기의 석인상들은 모두 1980년대 이후 중국 요서(遼西)지역을 중심으로 새롭게 발견된 흥륭와문화(기원전 6200~5200년), 조보구문화(기원전 5000~4400년), 홍산문화(기원전 4500~3000년) 등의 유적지에서 발견되는 만큼 유라시아 석인상의 기원은 요하(遼河)문명에 있다고 볼 수 있다고 보는데 특히 제주도에서 총 47기가 발견된 돌하르방은 키 136~181cm의 석인상으로, 제작 연대가 확실하지 않으며 성문 앞에 세워져 있었던 탓에 경계표지 또는 성안의 안전을 지키는 종교적 기능 등을 담당했을 것으로 추정되고 있다.
제주 돌하르방과 생김새가 매우 흡사한 중국 요(遼)나라(907~1125년) 시대 석인상(石人像)이 만주에서 발견돼 돌하르방의 기원과 관련된 논쟁이 일 전망이다. 최근 한국항공대 재야사학자 우실하 교수는 중국 요서 지역의 흥륭와문화, 초보구 문화, 홍상문화등의 유적지에 석인상을 발견했는데 제주 돌하르방은 홍산문화, 요하문화에서 전해져 왔으며 고대 요하문명에서 발견되는 수많은 석인상과 요나라 석인상은 매우 비슷하여 제주 돌하르방과 같이 요나라 석인상도 요하 문명에서 전해져 온 것으로 생각된다며 고대 한반도와 몽골이 같은 문화권에 있다는 것을 증명한다고 주장하였지만 아직 가설일뿐 확실하진 않다. 요대 석인상 즉 요하문명의 석인상의 외형이 고대로부터 전해져 왔다는 한국몽골학회 주최로 서울 용산구 한남동 단국빌딩에서 열리는 ‘한·몽 역사·문화 공동체는 가능한가’라는 주제의 국제학술대회에서 발표하였다. ‘몽골 석인상의 기원과 요하문명’이라는 학술논문에 의하면 최근 랴오허 문명 지역에서 중세 시대 튀르크, 몽골 석인상과 비슷한 석인상들이 대거 출토되고 있다고 학계에 보고했다. 참고로 몽골 석인상은 몽골인이 세운 게 아니라 '스키타이' 민족들이 만든 것이다. 몽골 석인상으로 대표되는 유라시아 석인상은 한반도의 석인상과도 연계돼 있을 가능성이 높아 몽골과 한반도의 상고사 문화를 연구하는 중요한 연결고리가 될 수 있다.
또한 최근 중국 랴오닝(遼寧)성 차오양(朝陽)시 젠핑(建坪)현 젠핑박물관의 전시물 가운데 제주 돌하르방과 구별하기 어려울 정도로 닮은 요대 석인상을 발견했다. 사암(砂巖)으로 조각한 이 석인상은 2011년 12월 젠핑현 헤이수이진에서 발굴됐고 제주 돌하르방과 매우 흡사하다.
다만 주장의 근거로 제시한 비교 사진의 돌하르방은 18세기 제주목 돌하르방으로, 요나라 석인상과 16세기 이전 돌하르방인 정의현 돌하르방이나 대정현 돌하르방과는 생김새의 차이가 크다는 한계가 있다.

## 현대의 돌하르방
이스터 섬의 대표 캐릭터가 모아이라면, 제주도의 대표 캐릭터는 돌하르방이라고 할 수 있다. 제주도는 돌하르방 관련 기념품과 돌하르방을 변형한 캐릭터 등 관광 상품을 개발하고 있다. 대표적인 예로 제주국제감귤박람회 홍보캐릭터인 '꼬마 하루방 제돌이'를 들 수 있다. 돌하르방을 어린이들에게 친숙한 2등신 캐릭터로 변형시킨 '꼬마 하루방 제돌이'는 제주사회적경제 홍보대사, 어린이 제주어 교육책 제작, 국제감귤박람회 홍보대사로 맹활약 중이다. 이처럼 돌하르방은 제주도의 핵심 아이콘으로 변모중이다.

## 같이 보기
- 꼬마 하루방 제돌이
- 무속신앙
- 장승
- 설문대할망
- 방사탑
- 삼성혈